# Cisterna da Piazza Ronchi
Cisterna da Piazza Ronchi são ruínas existentes na Piazza Ronchi, no quartiere Collatino de Roma.

## História
As ruínas sobreviventes, hoje visíveis no nível da rua na praça, eram provavelmente parte de uma cisterna construída em opus lateritium, com tijolos amarelos e vermelhos à volta de um núcleo interno de cascalhos de tufo. Da estrutura, que provavelmente tinha uma planta retangular, se conservam, parcialmente, duas paredes com uma altura máxima de 2,20 metros; em uma esquina são visíveis os restos do revestimento em cocciopesto que servia para tornar impermeável a parede. No exterior está uma série de contrafortes e, em uma das paredes melhor conservada, se abre uma porta (ou janela), com 90 cm de largura e soleira de travertino, possivelmente aberta numa época posterior.